# 하다 여객전용선
하다 고속철도(중국어: 哈大高铁) 또는 하다 여객전용선(중국어: 哈大客运专线)는 중국 헤이룽장성 하얼빈시와 랴오닝성 다롄시 간을 잇는 고속철도이다. 하얼빈 서역에서 선양 북역까지의 구간은 징하 고속철도의 일부이다.

## 개요
하다 고속철도는 전체 길이 904km로, 동북 3성 4개 부성급시와 6개 지급시를 거치며, 랴오닝성 553km, 지린성 270km, 헤이룽장성 81km이다. 하다 고속철도는 복선 전철화에, 시속 350km로 건설되었으며, 구간 운행열차는 모두 전기 동력분산식 열차로 평균 시속 200km 이상을 운행한다. 하다 고속철도는 10개의 도시를 통과하며,(남쪽에서 북쪽 순으로 다롄시, 잉커우시, 안산시, 랴오양시, 선양시, 톄링시, 쓰핑시, 창춘시, 쑹위안시, 푸위시, 하얼빈시)，세계 최초로 고냉 지대에서 시속 300km로 운행하는 고속철도이다. 하대 여객선 공사는 새로 건설되는 18개, 기존역에서 개조하는 6개 철도역을 건설한다. 전 구간의 2/3이상의 구간이 고가에 있어 총 162개의 교량이 있으며 총 길이는 663km이다.
하다 여객선 사업은 사업제안서 단계에서 820억 위안이 투자되어, 타당성 검토 보고서 단계에서 950억으로 증가할 것으로 예상되었으나, 인터넷에서는 개통후 "1000억위안을 훌쩍 넘는다"고 주장했으며, 평균 킬로미터당 건설비는 1억 위안에 달한다. 건설 자금원은 주로 철도 건설 기금, 지방 정부 자금과 은행 대출의 세 부분으로 나누어지며, 구체적인 사업 출자 비율은 다음과 같다.(선양 철로국 77.73%, 하얼빈 철로국 8.64%, 랴오닝 하다 고속철도투자공사 9.02%, 지린성 교통투자개발공사 3.37%, 헤이룽장성 하다 고속철도 유한책임공사 1.24%.)

## 지선
- 창춘 연락선(长春联络线) : 창춘 서역과 창춘 역 사이에 있으며, 총연장 20 km, 최고 속도 160 km/h이다. 양자펀팡 선로소(杨家粉坊线路所), 추이자잉 선로소(崔家营线路所)가 설치되어 있다. 총 투자액은 9억 2,699만 위안이며, 시공 부서는 중철건 13국(中铁建十三局)이다.

## 연혁
- 2007년 8월 23일 : 공사 실시.

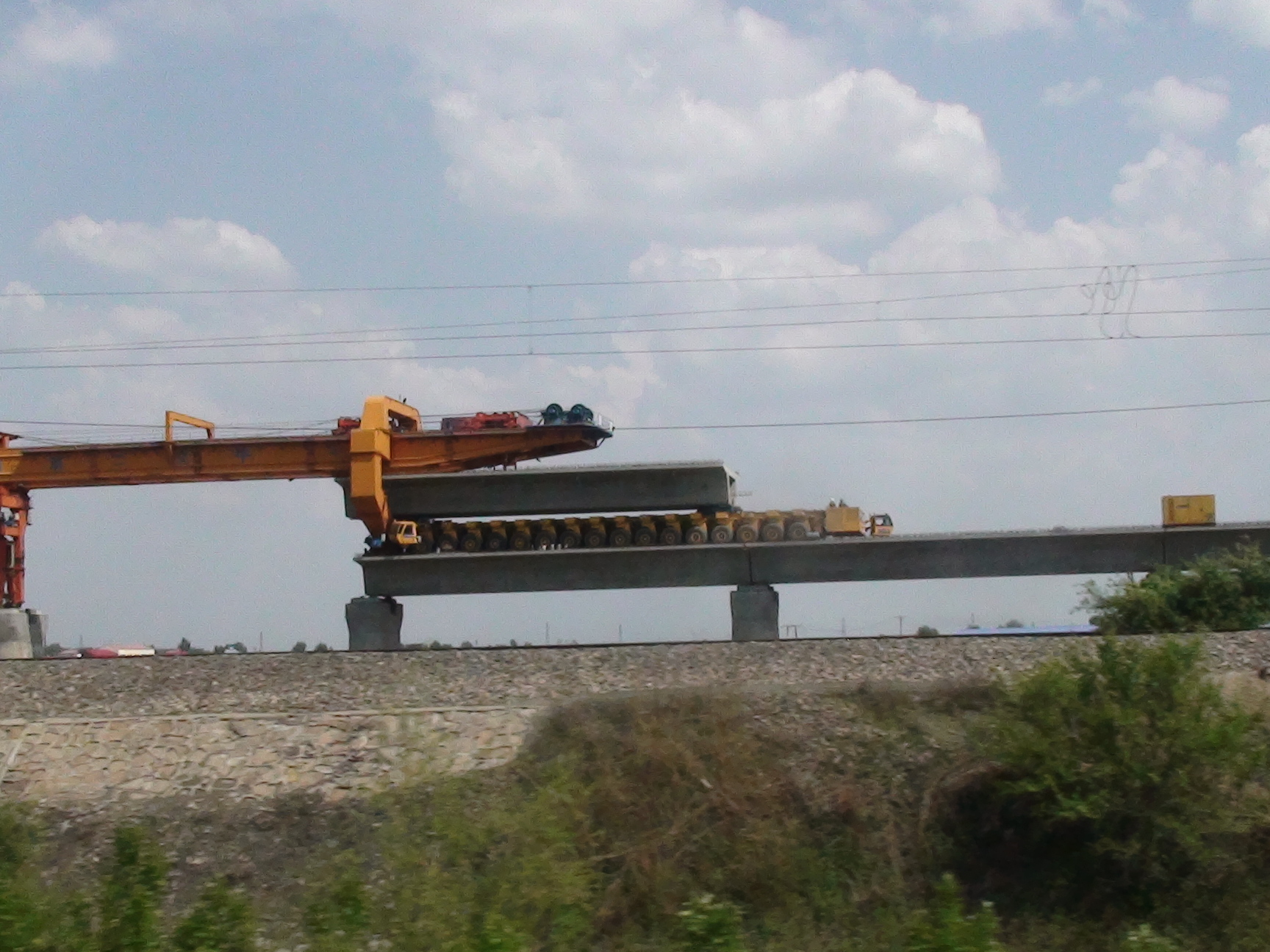
하다 여객전용선 건설 현장 (2010년 6월)

- 2010년 6월 28일 : 궤도 건설 시작.[5]
- 2010년 12월 28일 : 궤도 완공.[6]
- 2012년 10월 8일 : 운행 실시.
- 2012년 12월 1일 : 정식 개통. 동절기 여행도로 시속 200km 운행.[7]
- 2013년 4월 21일 : 하절기 여행도로 시속 300km 운행.[8]
- 2014년 10월 15일 : 선양 남역 임시 노선이 정식 노선으로 완공.[9]

## 운영
하다 고속철도는 초기에는 동절기와 하절기의“두개 열차 운행도(两张列车运行图)”가 설치되어, 각각 시속 200km와 300km 두 속도 등급에 맞춰 운행하며, 두 속도 등급에 상응하는 요금도 함께 적용했다. 동절기 운행도의 실시 단계는 매년 12월 1일부터 이듬해 4월 20일까지 5개월이다. 여름철 운행도는 매년 4월 21일부터 11월 30일까지 7개월간 시행된다. 2015년부터 하다 고속철도는 연중 시속 300km로 움직이는 열차를 운행하는 “겨울여름 한대 열차 운행도(冬夏一张列车运行图)”를 내놓았다.

## 역 목록
하다 여객전용선의 전 노선에 총 24개 역이 설치되어 있다.
| 역명(한국어) | 역명(중국어) | 역명(영어)        | 영업 거리 (km) | 접속노선 | 소재지     | 소재지   | 소재지     |
| ------------ | ------------ | ----------------- | -------------- | --- | ---------- | -------- | ---------- |
| 다롄         | 大连         | Dalian            | 0              | 선다 철로 다무 철로 다롄 지하철 3호선（다롄 역 (지하철)） 다롄 지하철 5호선                                         | 랴오닝성   | 다롄시   | 중산구     |
| 다롄 북      | 大连北       | Dalian North      | 17             | 단다 쾌속철로 선다 철로 다롄 지하철 1호선（다롄 북역 (지하철)） 다롄 지하철 2호선                                   | 랴오닝성   | 다롄시   | 간징쯔구   |
| 푸완         | 普湾         | Puwan             | 58             | | 랴오닝성   | 다롄시   | 푸란뎬시   |
| 와팡뎬       | 瓦房店西     | Wafangdian West   | 95             | | 랴오닝성   | 다롄시   | 와팡뎬시   |
| 바위취안     | 鲅鱼圈       | Bayuquan          | 166            | | 랴오닝성   | 잉커우시 | 바위취안구 |
| 가이저우 서  | 盖州西       | Gaizhou West      | 195            | | 랴오닝성   | 잉커우시 | 가이저우시 |
| 잉커우 동    | 营口东       | Yingkou East      | 223            | 판잉 고속철도 | 랴오닝성   | 잉커우시 | 라오볜구   |
| 하이청 서    | 海城西       | Haicheng West     | 261            | 판잉 고속철도 | 랴오닝성   | 안산시   | 하이청시   |
| 안산 서      | 鞍山西       | Anshan West       | 300            | | 랴오닝성   | 안산시   | 첸산구     |
| 랴오양       | 辽阳         | Liaoyang          | 330            | | 랴오닝성   | 랴오양시 | 바이타구   |
| 선양 남      | 沈阳南       | Shenyang South    | 381            | 선단 여객전용선 징선 고속철도 선푸 성제철로 선양 지하철 4호선 선양 지하철 10호선                                    | 랴오닝성   | 선양시   | 훈난구     |
| 선양         | 沈阳         | Shenyang          | 395            | 선다 철로 하다 철로 선지 철로 선단 철로 선산 철로 선푸 성제철로 징선 고속철도 선양 지하철 1호선（선양 역 (지하철)） | 랴오닝성   | 선양시   | 허핑구     |
| 선양 북      | 沈阳北       | Shenyang North    | 400            | 징하 철로 선지 철로 선다 철로 징하 고속철도 선양 지하철 2호선（선양 북역 (지하철)） 선양 지하철 4호선               | 랴오닝성   | 선양시   | 선허구     |
| 톄링 서      | 铁岭西       | Tieling West      | 454            | | 랴오닝성   | 톄링시   | 톄링현     |
| 카이위안     | 开原西       | Kaiyuan West      | 501            | | 랴오닝성   | 톄링시   | 카이위안시 |
| 창투 시      | zh\|昌图西   | Changtu West      | 529            | | 랴오닝성   | 톄링시   | 창투현     |
| 쓰핑         | 四平东       | Siping East       | 580            | | 지린성     | 쓰핑시   | 톄둥구     |
| 궁주링       | 公主岭南     | Gongzhuling South | 635            | | 지린성     | 쓰핑시   | 궁주링시   |
| 창춘 서      | 长春西       | Changchun West    | 698            | 창시 연락선 창춘 궤도교통 2호선(창춘 서역 (지하철))                                                                 | 지린성     | 창춘시   | 루위안구   |
| 더후이 서    | 德惠西       | Dehui West        | 782            | | 지린성     | 창춘시   | 더후이시   |
| 푸위         | 扶余北       | Fuyu North        | 840            | | 지린성     | 쑹위안시 | 푸위시     |
| 솽청         | 双城北       | Shuangcheng North | 898            | | 헤이룽장성 | 하얼빈시 | 솽청구     |
| 하얼빈 서    | 哈尔滨西     | Harbin West       | 938            | 징하 철로 하치 고속철도 하무 여객전용선 하자 철로 하얼빈 지하철 3호선(하얼빈 서역 (지하철))                         | 헤이룽장성 | 하얼빈시 | 난강구     |

## 열차
여기에 사용되는 CRH380B형 고한동차는 창춘 궤도객차가 설계 및 제작하며, 눈과 추위에 견딜 수 있는 성능을 갖추고 영하 38도의 저온에서 지속적으로 운행할 수 있다(최소온도 -40°C). 2016년 8월 15일 6시 10분부터 중국  표준동차조(中国标准动车组)가 담당한 G8041차 열차는 다롄 북역을 출발해 하다고속선을 따라 선양 역에 이르는데, 이는 중국 표준동차조에서 처음 운영하는 여객열차이다.

## 논란
2011년 6월에는 하다여객회사 총지배인 두허우즈(杜厚智)가 하다선 기지 건설 공사와 물자 모집 입찰에 관한 경제 문제로 면직되어 조사를 받았다.
2012년 9월, “21세기 경제 보도(21世纪经济报道)”는 하다 여객전용선의 “대규모의 인플레가 발생한다”고 주장했다. 넷이즈(网易) 등에서는 “투자가와 시공사가 원가절감을 위해 고산지역 시공에 적합한 부동 기술을 사용하지 않았기 때문”이라고 주장했다.
하다 고속철도가 2013년 4월 1일부터 여름 운행에 맞춰서 시속 300km로 속도를 올리려던 계획이 2013년 4월 21일로 연기돼, 넷이즈에서는 임원의 부정부패로 촉발된 "공사의 품질 문제가 근본적으로 고쳐지지 않았기 때문”이라고 주장했다. 그 외레 지연의 원인이 철도부 개편 때문이라는 의견도 있다.

## 같이 보기
- 하다 철로
- 하치 고속철도
- 징선 고속철도
- 징하 고속철도
- 중화인민공화국의 고속철도